# Петровичі
Петро́вичі (рос. Петровичи) — село у складі району імені Лазо Хабаровського краю, Росія. Входить до складу Польотненського сільського поселення.

## Населення
Населення — 285 осіб (2010; 310 у 2002).
Національний склад (станом на 2002 рік):
- росіяни — 92 %